# 趙長
趙 長（ちょう ちょう、生没年不詳）は、五胡十六国時代前涼の人物。

## 生涯
前涼に仕え、司兵に任じられた。
346年、張駿が没して張重華が立つと、趙長は西郊に派遣され、秋を迎える儀式を執り行った。
趙長は張重華に媚び諂い、女や酒を奨めて堕落の道を歩ませた。これによって張重華の寵愛を受けるようになり、尉緝らと共に権勢の一旦を担うようになった。
353年10月、張重華が病を患うようになると、彼の庶兄である長寧侯張祚は密かに国を乱そうと考えた。趙長はその企みに協力すると、張祚と結びつきを強めて異姓兄弟となった。酒泉郡太守謝艾は張重華へ上疎し「権臣、佞臣が専断しており、公室の危機でございます。長寧侯祚と趙長らは将に乱を為すでしょう。これを放逐すべきです。」と述べたが、聞き入れられなかった。
11月、張重華の病がさらに篤くなると、彼は謝艾を衛将軍・監中外諸軍事に任じ、子の張耀霊の輔政を命じる勅書を自ら書いたが、趙長は張祚と共にこれを秘匿し、発表しなかった。間もなく張重華がこの世を去ると、張耀霊が後を継いだ。趙長らは張重華の遺詔を捏造し、張祚を使持節・都督中外諸軍事・撫軍大将軍に任じ、張耀霊の輔政を委ねた。趙長は右長史に任じられた。
12月、趙長らは建議して「時難は未だ平らげられておらず、年長の主君を立てるべきです。耀霊は沖幼であり、どうか長寧侯祚を立てていただきますよう」と陳述した。張重華の母である馬氏はこれを認め、張耀霊は廃されて張祚がその位を簒奪した。
354年1月、趙長らは張祚へ王位に即くよう勧め、張祚はこれに応じて謙光殿において涼王を称した。趙長は功績により領軍将軍に任じられ、張祚の側近となった。
355年7月、宗族である河州刺史張瓘は張祚の誅殺を掲げて挙兵し、8月には驃騎将軍宋混もこれに呼応した。9月、宋混が姑臧に逼迫すると、張瓘の弟である張琚と子の張嵩が内側から呼応し、城門を開いて宋混軍を迎え入れた。趙長らは禍を恐れ、宮門を開いて宋混らに寝返った。さらに、閣へ入ると馬氏を呼び寄せて謙光殿に向かい、張祚を廃して張玄靚を主に立てると宣言し、罪を免れようとした。だが、入殿してきた将軍易揣らに捕らえられ、殺害された。